# Aïn Nehala
Ain Nehala là một đô thị thuộc tỉnh Tlemcen, Algérie. Dân số thời điểm năm 2002 là 6.432 người.